# Hydroptila dodgei
Hydroptila dodgei är en nattsländeart som beskrevs av Donald G. Denning 1947. Hydroptila dodgei ingår i släktet Hydroptila och familjen smånattsländor. Inga underarter finns listade i Catalogue of Life.